# رتسینا (شراب)

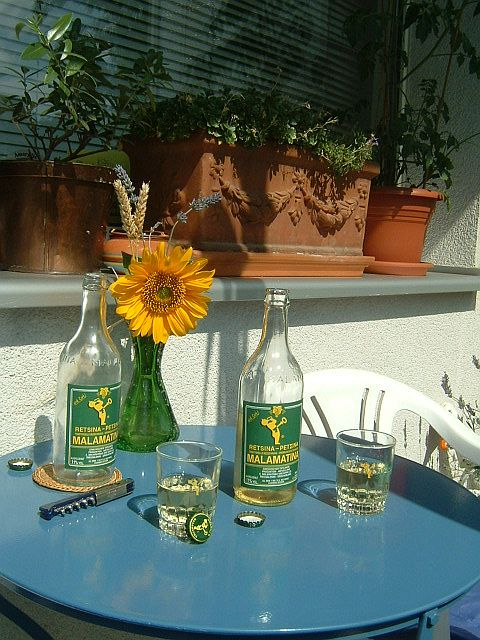
شراب سفید رتسینا

رتسینا (به یونانی: Ρετσίνα) یک شراب سفید و خشک یونانی است که با صمغ مخلوط شده. طبق رهنمودهای اتحادیه اروپا، رتسینا علی‌رغم افزودن صمغ نوشیدنی مبتنی بر شراب نیست.

## فرایند ساخت
در یونان باستان شراب در شاخ بز یا آموره‌ها ریخته شده و همراه با رزین یا صمغ درختان نگهداری می‌شده‌است. این روش نه تنها بر عطر شراب تأثیر می‌گذاشته بلکه باعث ماندگاری بیشتر آن نیز می‌شده‌است. امروزه رزین یا صمغ در حین تخمیر به شراب جوان اضافه می‌شود تا به یک طعم قابل توجه برسد. در حالی که در گذشته مقدار صمغ افزودنی حدود ۵٪ (تا ۷٫۵٪) بوده اما از دهه ۱۹۶۰ رستینا با مقدار صمغ کمتر از ۱ تا ۲٪ به‌طور فزاینده ای یافت می‌شود. از صمغ گونه‌های درخت بومی چون کاج کالابری (Pinus brutia) یا کاج حلب (Pinus halepensis) برای تولید رستینا استفاده می‌شود، اما همچنین از ساردارک نیز می‌توان بهره برد.

## منشأ
مناطق اصلی تولید رتسینا آتیکا، اویا و بوئوتیا است که همگی در جنوب یونان مرکزی در نزدیکی آتن قرار دارند. نوع اصلی رتسینا سفید است. در خارج از یونان، رتسینا فقط در قبرس تولید می‌شود. از مارک‌های معروف آن می‌توان به رتسینا، مالاماتینا و کورتاکی اشاره نمود.

## گونه‌ها
علاوه بر رایج‌ترین و پر مصرف‌ترین رستینا که نوع سفید آن است، شراب‌های قرمز و صورتی رستینا نیز وجود دارد. شراب گل سرخ شده رزین کوکینلی (به انگلیسی: Kokkineli) نامیده می‌شود و از انگورهای ساواتیانو و ماندیلاریا تهیه شده‌است. رستینای قرمز بسیار نادر فقط از انگورهای ماندیلاریا بدست می‌آید.

## دیگر
سیارک (۲۳۰۳) رتسینا در سال ۱۹۸۳ پس از شراب نامگذاری شد.

## ادبیات
- Wein. Könemann. ISBN 3-8290-2765-6.
- The Wines of Greece. Mitchell Beazley. ISBN 1-84000-897-0.
- Das Oxford-Weinlexikon (3. vollständig überarbeitete ed.). Hallwag, Gräfe und Unzer. ISBN 978-3-8338-0691-9.